# Parque nacional de Mbam y Djerem
El parque nacional de Mbam y Djerem (del francés: Parc national du Mbam et Djerem) es un espacio protegido en Camerún. Se extiende a través de  Adamawa, un área que incluye tanto el bosque ecuatorial (sur y este) y zonas de sabana Guineo-sudanesa.
El parque, creado en enero de 2000 cubre 4200 kilómetros cuadrados, la mitad de los cuales se componen de selva baja, mientras que la otra mitad está constituida por sabana y bosques. 